# Industriebahn Tegel–Friedrichsfelde
Industriebahn Tegel–Friedrichsfelde – nieczynna i zdemontowana linia kolejowa w Berlinie, w Niemczech. Kolej przemysłowa prowadziła przez dzisiejsze dzielnice Berlina Reinickendorf, Pankow, Lichtenberg do Marzahn-Hellersdorf i dołączyła do kilku firm przemysłowych z siecią transportu towarowego.